# Welriekende wantsenorchis
De welriekende wantsenorchis (Anacamptis coriophora subsp. fragrans) is een Europese orchidee van het geslacht Anacamptis, een ondersoort van de gewone wantsenorchis (Anacamptis coriophora).
Het is een zeldzame kleine orchidee, die in het volledige Middellandse Zeegebied voorkomt en die in tegenstelling tot de gewone wantsenorchis een opvallende welriekende geur afgeeft.

## Naamgeving enetymologie
- Synoniem: Orchis coriophora subsp. fragrans (Pollini) Sudre (1907), O. fragrans Pollini, 1811, Anteriorchis coriophora subsp. fragrans (Pollini) Jacquet 1997

De botanische naam Anacamptis is afkomstig van het Griekse 'anakamptein', achterover leunen, wat slaat op de naar achter gebogen pollinia. De naam fragrans is afkomstig uit het Latijn en betekent 'welriekend'.

## Kenmerken
De welriekende wantsenorchis is een overblijvende, niet-winterharde geofyt. In vergelijking met de gewone wantsenorchis is ze kleiner, slanker en minder robuust. De bladeren zijn smaller, dikwijls lijnvormig. De bloeiwijze is langgerekter, met meer maar kleinere bloemen, afgewisseld met zilvergroene schutbladen.

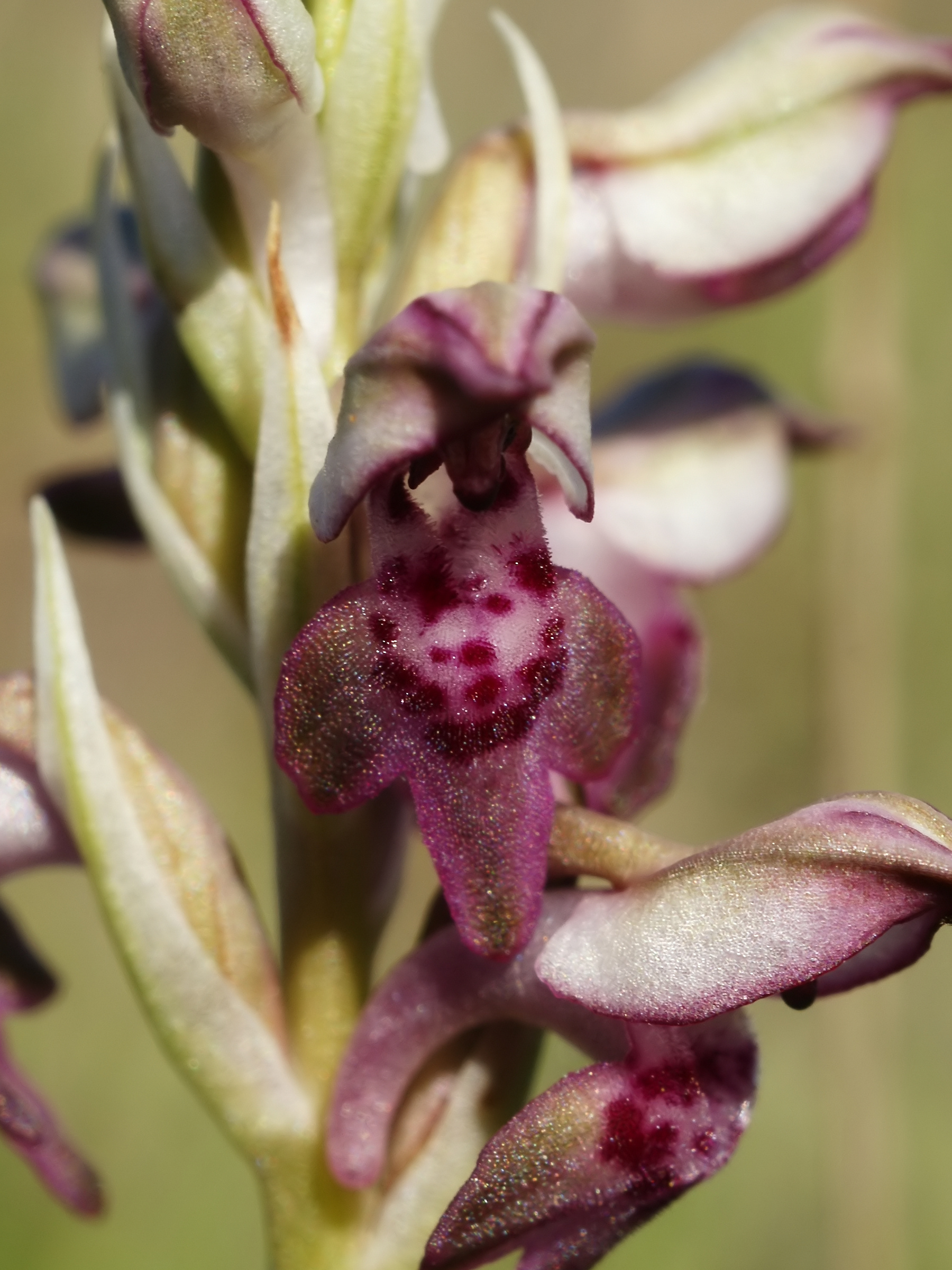
A. coriophora subsp. fragrans, detail bloem

De bloemen zijn kleiner en smaller en lichter gekleurd, en geven in tegenstelling tot de onwelriekende gewone wantsenorchis een vanille- of anijsgeur af. De lip is slanker en minder teruggeslagen, de middenlob meestal langer dan de zijlobben, olijfgroen met rode of magenta vlekken. Het spoor is even lang als het vruchtbeginsel.
De bloeitijd is van april tot juni.

## Habitat
De welriekende wantsenorchis geeft de voorkeur aan droge tot natte, zandige tot lemige, iets kalkrijke bodems, soms ook op brakke bodem. Hij is te vinden in oude duinnen, voedselarme graslanden, kruidenrijke en stenige bermen, open plaatsen in garrigues en maquis en in lichte bossen. In middelgebergtes komt de soort voor tot op hoogtes van 1.100 m.

## Verspreiding en voorkomen
De welriekende wantsenorchis komt voor in het hele Middellandse Zeegebied, van Portugal tot Iran.
In Frankrijk is de soort vrij zeldzaam en vooral te vinden in de zuidelijke departementen en in Corsica.

## Verwantschap en gelijkende soorten
De welriekende wantsenorchis behoort samen met wantsenorchis (A. coriophora) en een sterk gelijkende zustersoort A. sancta tot een groep binnen het geslacht Anacamptis, de sectie Coriophorae.
De welriekende wantsenorchis heeft een wat zuidelijker verspreidingsgebied dan de gewone wantsenorchis, en kan daarvan onderscheiden worden door de slankere habitus en de welriekende en kleinere bloemen.